# Niedenstein

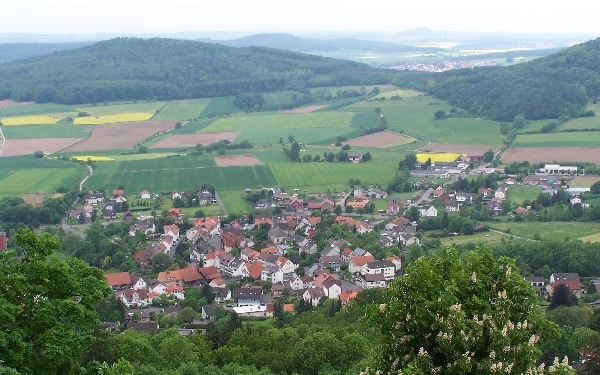
Blick vom Hessenturm auf Niedenstein (Kernstadt)

Niedenstein ist eine Kleinstadt und ein staatlich anerkannter Luftkurort im nordhessischen Schwalm-Eder-Kreis.

## Geografie

### Geografische Lage
Niedenstein liegt im Südosten des Naturparks Habichtswald. Die Kernstadt erstreckt sich am Westhang der waldreichen Langenberge. Die nächste Großstadt ist das 15 km nordöstlich gelegene Kassel. Zu den Bergen rund um Niedenstein gehören der Schwengeberg (557 m ü. NN, höchster Berg des Stadtgebiets) und der Niedensteiner Kopf (475 m ü. NN, mit dem Hessenturm), die beide zu den Langenbergen gehören, der als Flächennaturdenkmal ausgewiesene Sengelsberg (448 m ü. NN) nördlich der Kernstadt, und der beim Ortsteil Kirchberg gelegene Wartberg (306 m ü. NN). Teile der Kernstadt werden vom östlichen Ems-Zufluss Wiehoff durchflossen, der Ortsteil Kirchberg von der Ems.

### Nachbargemeinden
Im Norden grenzt Niedenstein an die Gemeinde Schauenburg (Landkreis Kassel), jenseits der Langenberge im Osten bzw. Südosten an die Stadt Gudensberg. Im Süden liegt Fritzlar, deren Kernstadt etwa 15 km von der Kernstadt Niedenstein entfernt ist, und im Westen befindet sich die Gemeinde Bad Emstal; Gudensberg und Fritzlar liegen im Schwalm-Eder-Kreis, Bad Emstal gehört zum Landkreis Kassel.

### Stadtgliederung
Die Stadt hat knapp 6000 Einwohner. Sie besteht aus fünf Ortsteilen. Neben der Kernstadt Niedenstein (etwa 2200 Einwohner) sind das Ermetheis (etwa 700 Einwohner), Metze (etwa 950 Einwohner), Kirchberg (etwa 850 Einwohner) und Wichdorf (etwa 1200 Einwohner).

## Geschichte
Die Niedensteiner Gegend war schon früh besiedelt, was durch den am Wartberg befindlichen Hauptfundort der jungsteinzeitlichen Wartberg-Kultur nachgewiesen ist. Aus dem Jahr 1254 ist die erste urkundliche Erwähnung der Burg Niedenstein auf dem Niedensteiner Kopf bekannt, als Konrad II. von Elben sie für die Herzogin Sophie von Brabant und ihren Sohn Heinrich gegen Truppen des Mainzer Erzbischofs Gerhard von Dhaun hielt. Die Burg wurde 1387 durch Truppen des Mainzer Erzbischofs Adolf I. verwüstet, danach nur teilweise wieder hergerichtet, schließlich aufgegeben und 1631 vollends zerstört. Von ihr ist heute nichts mehr zu finden.
Es war Konrad von Elben, der in Herzogin Sophies Auftrag auf dem ihm selbst gehörenden Gebiet der Urgemarkung Wichdorf die neue, bereits 1259 als Stadt (oppidum) bezeichnete Siedlung Niedenstein („Nydensteyne“) gründete.
Im Jahre 1554 zählte die Stadt 87 Haushalte mit etwa 400 Einwohnern. 1578 verlieh Landgraf Wilhelm IV. Niedenstein das Recht, zwei Märkte pro Jahr abzuhalten.
Der Dreißigjährige Krieg brachte beinahe völlige Zerstörung: Im Jahre 1631 eroberten Kroatische Reiter des Generals Tilly die Stadt, raubten sie aus und steckten sie in Brand; mehr als ein Drittel der Häuser fielen den Flammen zum Opfer, und die Burg wurde vollends zerstört. Als der Krieg 1648 vorbei war, lebten gerade noch vier Personen in Niedenstein, und nur 14 Häuser standen noch.
Niedenstein, die nach Einwohnerzahl kleinste Stadt im kurzlebigen napoleonischen Königreich Westphalen (1807–1813), war während der „Franzosenzeit“ Verwaltungssitz des Kantons Niedenstein. Die kleine Stadt erlebte erst in der zweiten Hälfte des 20. Jahrhunderts nennenswertes Bevölkerungswachstum, als individueller Personenverkehr und Pendlerarbeit zunahmen. Im Jahre 1834 gab es 610 Einwohner, und noch im Jahre 1939 betrug die Einwohnerzahl lediglich 630.

### Jüdische Gemeinde

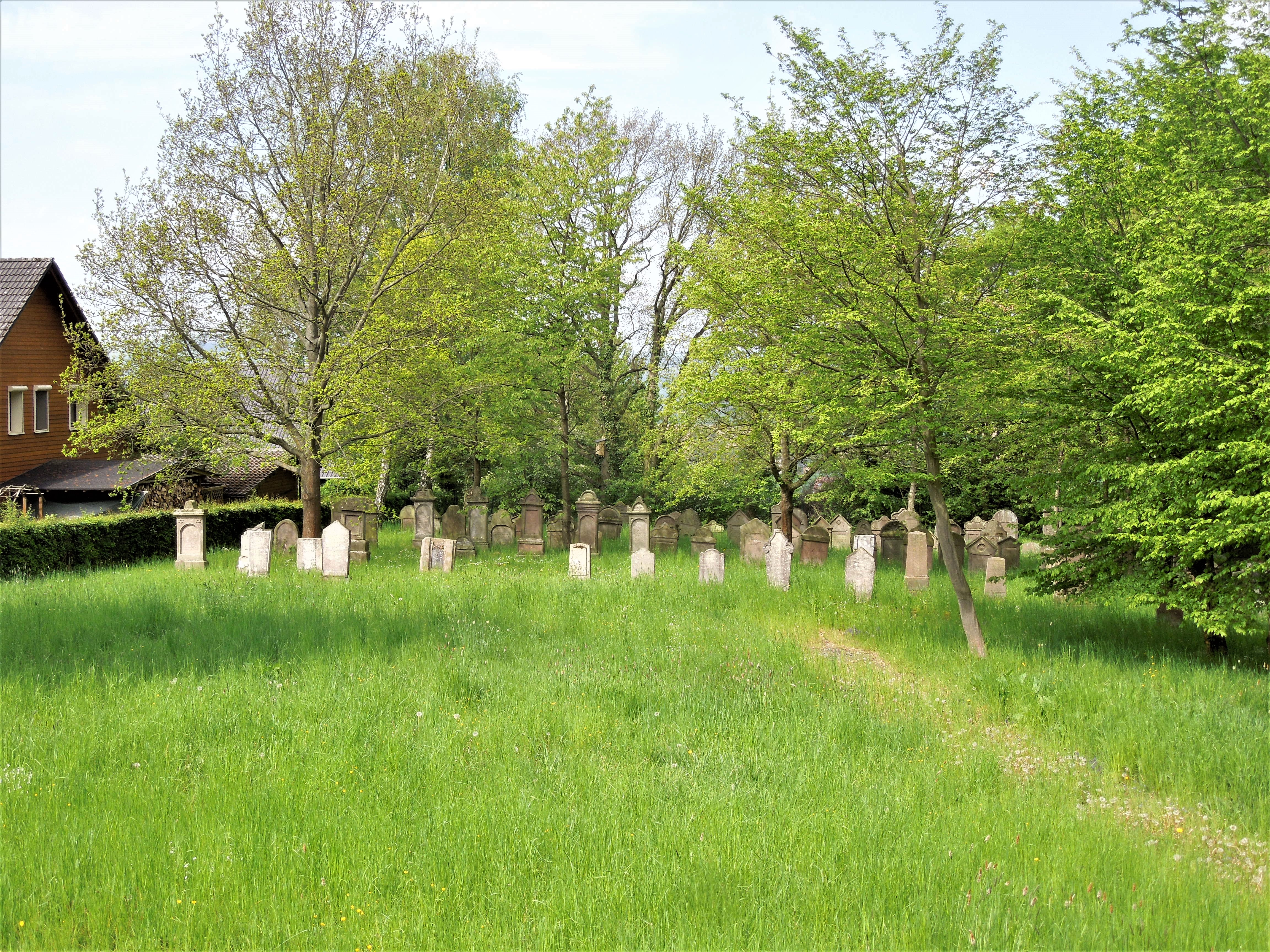
Der jüdische Friedhof an der Friedensstraße, 1832 angelegt

Niedenstein war im 19. Jahrhundert und bis zur NS-Zeit Heimat einer prozentual beträchtlichen jüdischen Gemeinde; in den 1880er Jahren machte sie mehr als 22 Prozent der gesamten Einwohnerschaft aus, und noch 1933 waren etwa zehn Prozent der Einwohner jüdischen Glaubens. Diejenigen von ihnen, denen die Flucht aus Deutschland nicht rechtzeitig gelang, wurden Opfer des Holocaust: Von den in Niedenstein geborenen und/oder längere Zeit am Ort wohnhaften jüdischen Personen kamen in der NS-Zeit mindestens 61 namentlich bekannte ums Leben.

### Historische Quellen
Das Stadtarchiv Niedenstein wird im Hessischen Staatsarchiv Marburg aufbewahrt (Bestand 330 Niedenstein). Der Bestand ist nahezu vollständig erschlossen und ist online recherchierbar.

### Hessische Gebietsreform
Zum 1. September 1970 fusionierten im Zuge der Gebietsreform in Hessen die bis dahin selbständige Gemeinde Ermetheis und die Stadt Niedenstein freiwillig zur erweiterten Stadt Niedenstein. Zum 31. Dezember 1971 kamen die Gemeinden Kirchberg, Metze und Wichdorf durch Eingemeindung auf freiwilliger Basis hinzu. Für alle durch die Gebietsreform eingegliederten Gemeinden sowie die Kernstadt wurde je ein Ortsbezirk mit Ortsbeirat und Ortsvorsteher nach der Hessischen Gemeindeordnung eingerichtet.

## Bevölkerung
Einwohnerstruktur 2011
Nach den Erhebungen des Zensus 2011 lebten am Stichtag, dem 9. Mai 2011, in Niedenstein 5253 Einwohner. Nach dem Lebensalter waren 673 Einwohner unter 18 Jahren, 2041 zwischen 18 und 49, 1151 zwischen 50 und 64 und 1187 Einwohner waren älter. Unter den Einwohnern waren 90 (1,7 %) Ausländer, von denen 47 aus dem EU-Ausland, 25 aus anderen europäischen Ländern und 19 aus anderen Staaten kamen.  Die Einwohner lebten in 2299 Haushalten. Davon waren 598 Singlehaushalte, 675 Paare ohne Kinder und 820 Paare mit Kindern, sowie 187 Alleinerziehende und 22 Wohngemeinschaften. In 689 Haushalten lebten ausschließlich Senioren und in 3531 Haushaltungen lebten keine Senioren.
Einwohnerentwicklung
| Quelle: Historisches Ortslexikon |                                                |
| • 1575/85:                       | 97 Hausgesesse                                 |
| • 1620:                          | 97 wehrhafte Männer                            |
| • 1639:                          | 24 verheiratete, keine verwitweten Hausgesesse |
| • 1648:                          | 14 Häuser, 4 Personen                          |
| • 1682:                          | 97 Hausgesesse                                 |
| • 1735:                          | 81 Mannschaft                                  |
| • 1747:                          | 77 Hausgesesse                                 |

| Niedenstein: Einwohnerzahlen von 1834 bis 2020 | Niedenstein: Einwohnerzahlen von 1834 bis 2020 | Niedenstein: Einwohnerzahlen von 1834 bis 2020 | Niedenstein: Einwohnerzahlen von 1834 bis 2020 | Niedenstein: Einwohnerzahlen von 1834 bis 2020 |
| --- | ---------------------------------------------- | ---------------------------------------------- | ---------------------------------------------- | ---------------------------------------------- |
| Jahr |                                                |                                                |                                                | Einwohner                                      |
| 1834 | 1834                                           |                                                | 612                                            | 612                                            |
| 1840 | 1840                                           |                                                | 689                                            | 689                                            |
| 1846 | 1846                                           |                                                | 721                                            | 721                                            |
| 1852 | 1852                                           |                                                | 707                                            | 707                                            |
| 1858 | 1858                                           |                                                | 627                                            | 627                                            |
| 1864 | 1864                                           |                                                | 612                                            | 612                                            |
| 1871 | 1871                                           |                                                | 552                                            | 552                                            |
| 1875 | 1875                                           |                                                | 574                                            | 574                                            |
| 1885 | 1885                                           |                                                | 541                                            | 541                                            |
| 1895 | 1895                                           |                                                | 642                                            | 642                                            |
| 1905 | 1905                                           |                                                | 597                                            | 597                                            |
| 1910 | 1910                                           |                                                | 587                                            | 587                                            |
| 1925 | 1925                                           |                                                | 616                                            | 616                                            |
| 1939 | 1939                                           |                                                | 629                                            | 629                                            |
| 1946 | 1946                                           |                                                | 1.065                                          | 1.065                                          |
| 1950 | 1950                                           |                                                | 964                                            | 964                                            |
| 1956 | 1956                                           |                                                | 840                                            | 840                                            |
| 1961 | 1961                                           |                                                | 876                                            | 876                                            |
| 1967 | 1967                                           |                                                | 1.320                                          | 1.320                                          |
| 2011 | 2011                                           |                                                | 5.253                                          | 5.253                                          |
| 2015 | 2015                                           |                                                | 5.291                                          | 5.291                                          |
| 2020 | 2020                                           |                                                | 5.299                                          | 5.299                                          |
| Datenquelle: Historisches Gemeindeverzeichnis für Hessen: Die Bevölkerung der Gemeinden 1834 bis 1967. Wiesbaden: Hessisches Statistisches Landesamt, 1968. Weitere Quellen: LAGIS; Statistische Berichte, Zensus 2011 Ab 1970 einschließlich der im Zuge der Gebietsreform in Hessen eingegliederten Orte. |                                                |                                                |                                                |                                                |

Historische Erwerbstätigkeit
| • 1961 | Erwerbspersonen: 102 Land- und Forstwirtschaft, 174 Produzierendes Gewerbe, 67 Handel und Verkehr, 55 Dienstleistungen und Sonstiges |

Historische Religionszugehörigkeit
| Quelle: Historisches Ortslexikon |                                                                                                |
| • 1861:                          | 495 evangelisch-reformierte, ein katholischet, 177 jüdische Einwohner                          |
| • 1885:                          | 417 evangelische (= 77,08 %), keine katholische, 124 jüdische (= 22,92 %) Einwohner            |
| • 1961:                          | evangelische (= 88,49 %), 71 katholische (= 8,11 %) Einwohner                                  |
| • 1987:                          | 3872 evangelische (= 81,41 %), 453 katholische (= 9,52 %), 531 sonstige (= 11,17 %) Einwohner  |
| • 2011:                          | 3537 evangelische (= 67,34 %), 512 katholische (= 8,88 %), 1204 sonstige (= 20,88 %) Einwohner |

## Politik

### Stadtverordnetenversammlung
Die Kommunalwahl am 14. März 2021 lieferte folgendes Ergebnis, in Vergleich gesetzt zu früheren Kommunalwahlen:
| Stadtverordnetenversammlung – Kommunalwahlen 2021                                                                         | Stadtverordnetenversammlung – Kommunalwahlen 2021                      |
| --- | ---------------------------------------------------------------------- |
| Stimmenanteil in %Wahlbeteiligung 59,8 % 50403020100 37,1 (−2,9)27,5 (−3,4)18,5 (± 0,0)16,9 (+6,3) FWGSPDCDUGrüne20162021 | SitzverteilungInsgesamt 23 Sitze - SPD: 6 - Grüne: 4 - FWG: 9 - CDU: 4 |

| Parteien und Wählergemeinschaften | Parteien und Wählergemeinschaften           | % 2021 | Sitze 2021 | % 2016 | Sitze 2016 | % 2011 | Sitze 2011 | % 2006 | Sitze 2006 | % 2001 | Sitze 2001 |
| --------------------------------- | ------------------------------------------- | ------ | ---------- | ------ | ---------- | ------ | ---------- | ------ | ---------- | ------ | ---------- |
| FWG                               | Freie Wählergemeinschaft Niedenstein        | 37,1   | 9          | 40,0   | 9          | 19,6   | 4          | 23,7   | 5          | 18,7   | 6          |
| SPD                               | Sozialdemokratische Partei Deutschlands     | 27,5   | 6          | 30,9   | 7          | 41,8   | 10         | 46,7   | 11         | 51,3   | 16         |
| CDU                               | Christlich Demokratische Union Deutschlands | 18,5   | 4          | 18,5   | 4          | 20,8   | 5          | 20,9   | 5          | 23,0   | 7          |
| Grüne                             | Bündnis 90/Die Grünen                       | 16,9   | 4          | 10,6   | 3          | 17,8   | 4          | 8,6    | 2          | 7,0    | 2          |
| Gesamt                            | Gesamt                                      | 100,0  | 23         | 100,0  | 23         | 100,0  | 23         | 100,0  | 23         | 100,0  | 31         |
| Wahlbeteiligung in %              | Wahlbeteiligung in %                        | 59,8   | 59,8       | 60,9   | 60,9       | 57,1   | 57,1       | 57,4   | 57,4       | 66,3   | 66,3       |

### Bürgermeister
Nach der hessischen Kommunalverfassung wird der Bürgermeister für eine sechsjährige Amtszeit gewählt, seit dem Jahr 1993 in einer Direktwahl, und ist Vorsitzender des Magistrats, dem in der Stadt Niedenstein neben dem Bürgermeister ehrenamtlich ein Erster Stadtrat und sieben weitere Stadträte angehören. Bürgermeister ist seit dem 5. Oktober 2015 der parteiunabhängige Frank Grunewald. Er wurde als Nachfolger von Werner Lange (SPD), der nach vier Amtszeiten nicht wieder kandidiert hatte, am 10. Mai 2015 im ersten Wahlgang bei 65,9 Prozent Wahlbeteiligung mit 64,3 Prozent der Stimmen gewählt. Es folgte eine Wiederwahl ohne Gegenkandidaten im März 2021.
Amtszeiten der Bürgermeister
- 2015–2027 Frank Grunewald[22]
- 1991–2015 Werner Lange (SPD)[23]

### Ortsbeiräte
Stadt Niedenstein
Für die Stadtteile Niedenstein, Ermetheis, Kirchberg, Metze und Wichdorf bestehen Ortsbezirke mit Ortsbeirat und Ortsvorsteher, nach Maßgabe der §§ 81 und 82 HGO und des Kommunalwahlgesetzes in der jeweils gültigen Fassung. Die Ortsbezirke werden durch die Gemarkungsgrenzen der ehemaligen eingegliederten Gemeinden abgegrenzt. Jeder Ortsbeirat besteht aus neun Mitgliedern, die im Rahmen der Kommunalwahlen gewählt werden. Der Ortsbeirat wählt eines seiner Mitglieder zum Ortsvorsteher bzw. zur Ortsvorsteherin.
Stadtteil Niedenstein
Für den Stadtteil Niedenstein betrug die Wahlbeteiligung zur Wahl des Ortsbeirats bei der Kommunalwahl 2021 54,73 %. Dabei wurden gewählt: zwei Mitglieder der SPD, ein Mitglied der CDU, zwei Mitglieder des Bündnis 90/Die Grünen und ein Mitglied der „Freien Wählergemeinschaft Niedenstein“. Der Ortsbeirat wählte Matthias Latzel zum Ortsvorsteher.

### Städtepartnerschaften
Niedenstein unterhält partnerschaftliche Beziehungen zu der französischen Gemeinde Saint-Germer-de-Fly (im Département Oise), etwa 80 km nordwestlich von Paris.

## Kultur und Sehenswürdigkeiten

### Museen
- Altenburg- und Stadtmuseum
- Wichdorfer Heimatmuseum
- Heimatmuseum Kirchberg
- Heimatstuben Metze und Archiv für Dorfgeschichte

### Bauwerke

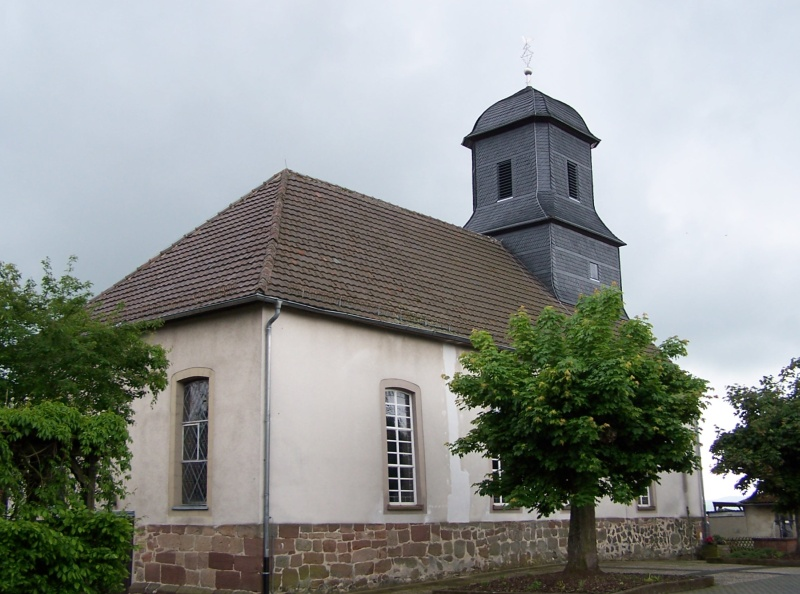
Evangelische Kirche Niedenstein

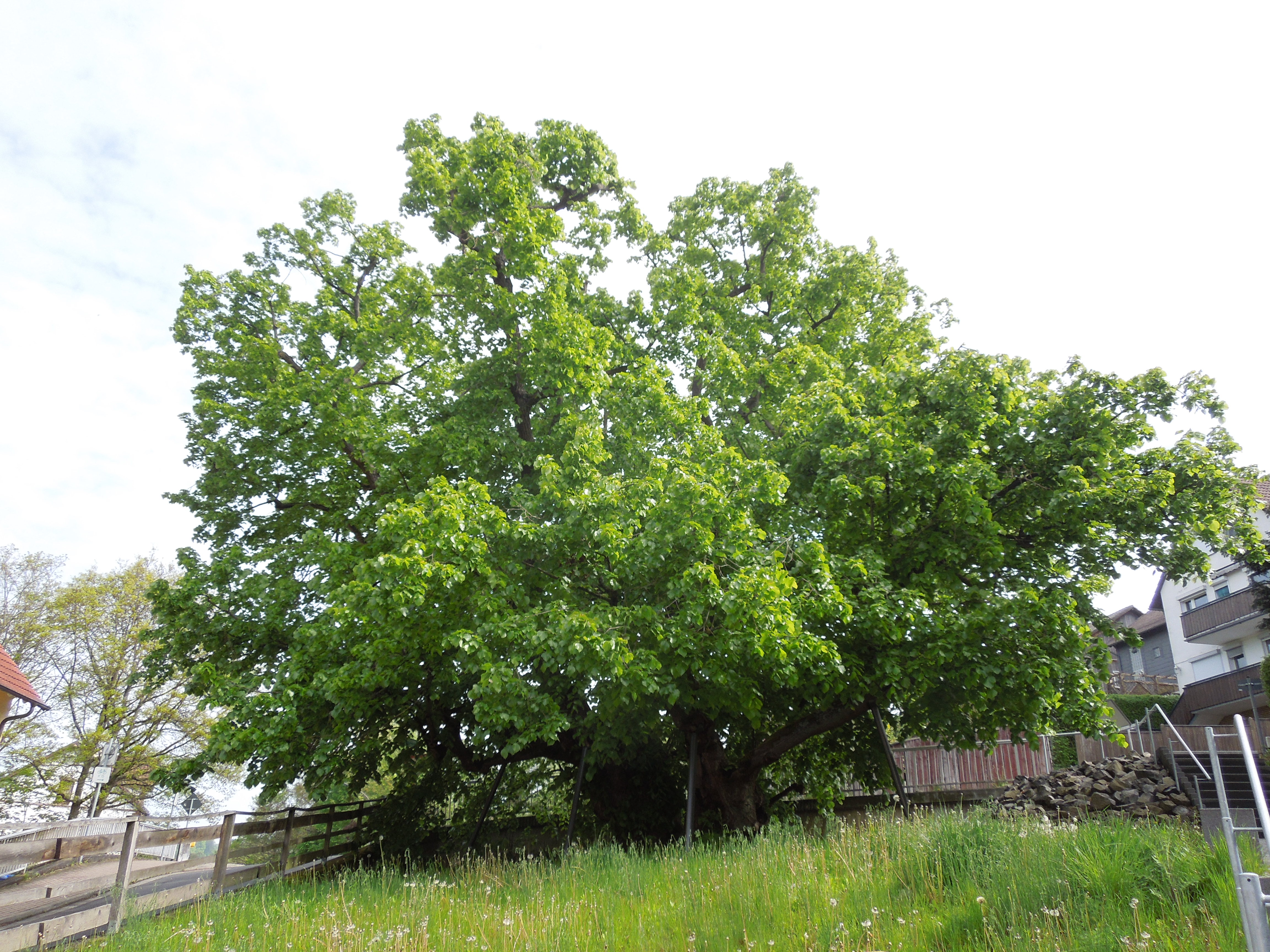
Die Gerichts- und Tanzlinde

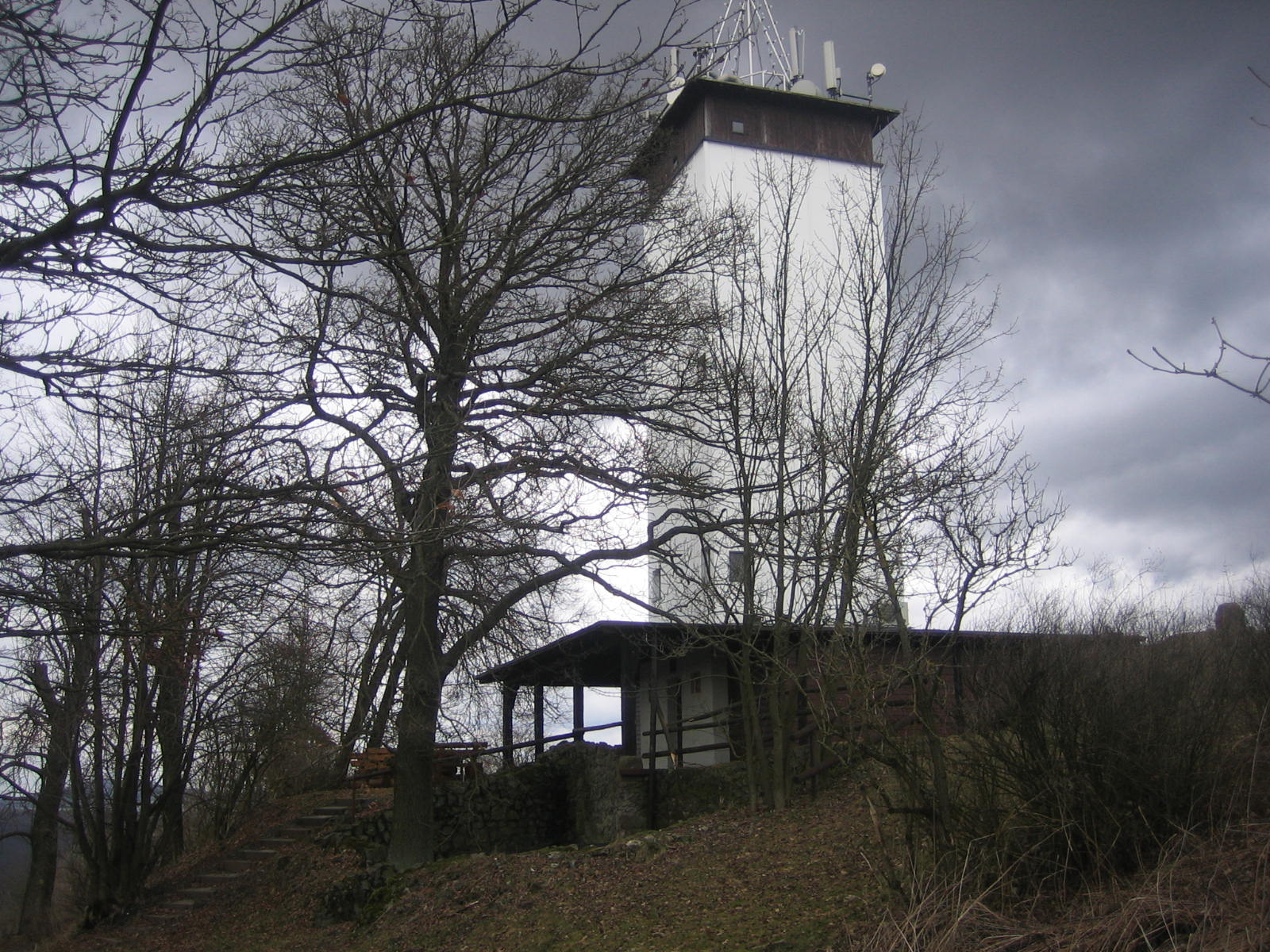
Hessenturm auf dem Niedensteiner Kopf

- Die evangelische Kirche von 1777 ist ein Saalbau mit eingestelltem Turm. Der Innenraum ist durch Kanzel, Pfarrstand und dreiseitig umlaufende Empore sowie eine 1844 von dem Kasseler Orgelbaumeister Carl Wilhelm gebaute Orgel mit zwei Manualen und 18 Registern geprägt; bis auf letztere ist die Ausstattung neugotisch, wozu auch Reste einer historistischen Verglasung gehören. Seit 2008 wird die Kirche schrittweise saniert. Der erste Schritt war die Sicherung des Kirchturms. Im Jahre 2018 wurden aufwändige Fundamentarbeiten notwendig, um ein talseitiges Abrutschen der Kirche zu verhindern: Der Sandsteinsockel wurde mit Betonklötzen abgesichert und etwa 140 Stahlanker wurden zur Stabilisierung in den Untergrund getrieben. Im Januar 2021 begann die Erneuerung der Deckenbalken im Kirchenschiff. Die Kirchenfenster liegen seit 2016 reparaturbedürftig in einer Werkstatt und sind seitdem durch bunte Plexiglasscheiben ersetzt. Falls die Finanzierung gesichert werden kann, soll das Dach im Jahre 2022 erneuert werden, und ab 2023 ist die Sanierung des Innenraums vorgesehen (Stabilisierung der Innenwände, Modernisierung von Heizung und Elektrik).[28] Die denkmalgeschützte Wilhelmsorgel wurde von Oktober 2019 bis Dezember 2020 von der Orgelbaufirma Mebold aus Siegen umfassend restauriert. Sie ist eines der wenigen erhaltenen zweimanualigen Instrumente mit 18 Registern und eine der größten Orgeln, die von der Hofbaumeisterschule Kassel gefertigt wurden. Damit sie weiterhin gespielt werden kann, wurde sie im Januar 2021 in der evangelischen Stadtkirche in Fritzlar aufgestellt, wo sie bis zu sechs Jahre lang, bis zur Fertigstellung der Niedensteiner Kirchensanierung, erklingen soll.[29]
- Ehemalige Synagoge
- Altenburg, eine auf dem gleichnamigen Berg nordwestlich von Niedenstein gelegene befestigte vorgermanische Höhensiedlung, die bereits um Christi Geburt aufgegeben wurde. Die früher angenommene Gleichsetzung mit dem chattischen Hauptort Mattium ist unzutreffend. Zahlreiche Ausgrabungsexponate aus dem Bereich der Altenburg befinden sich heute im Hessischen Landesmuseum in Kassel.
- Burgruine Falkenstein in der westlichen Nachbargemeinde Bad Emstal auf dem bei Niedenstein gelegenen Berg Falkenstein.

### Naturdenkmäler und besondere Objekte
- Niedensteiner Tanzlinde; die als Naturdenkmal ausgewiesene, historische Tanz- und Gerichtslinde steht westlich des Rathauses, außerhalb des einstigen unteren Stadttors, dem Untertor
- Sengelsberg, ein 449 m ü. NHN[30] hoher Berg der Hinterhabichtswälder Kuppen ist ein weiteres, niedensteiner Naturdenkmal
- „Jüdischer Friedhof“; die erhaltene Begräbnisstätte der früheren israelitischen Gemeinde Niedensteins befindet sich an der Friedensstraße im Ort
- Niedensteiner Kopf im Habichtswälder Bergland, eine 475 m ü. NHN[30] hohe Basaltkuppe östlich der Kernstadt. Anstelle einer mittelalterlichen Burg steht heute auf ihm der
- Hessenturm, ein im Jahr 1931 errichteter Aussichtsturm mit einer Wandergaststätte
- Freizeitgelände des Naturistensportbunds e. V. Kassel

## Persönlichkeiten
- Max Barta (1900–1990), in den 1920er Jahren einer der bekanntesten mährischen Gebrauchsgrafiker
- Karl Ernst Demandt (1909–1990), Historiker, seit 1987 Ehrenbürger der Stadt
- Bettina Hoffmann (* 1960), Politikerin
- Albrecht Glaser (* 1942), Politiker
- Jürgen Schweinebraden (1938–2022), Galerist und Verleger